# Фахад Хамес
Фахад Хамес Мубарак (араб. فهد خميس مبارك, нар. 28 вересня 1962) — еміратський футболіст, що грав на позиції півзахисника за клуб «Аль-Васл», а також національну збірну ОАЕ, у складі якої був учасником двох кубків Азії і чемпіонату світу 1990 року.

## Клубна кар'єра
Народився 28 вересня 1962 року. Вихованець юнацьких команд футбольних клубів «Аль-Наср» (Дубай) та «Аль-Васл».
У дорослому футболі дебютував 1980 року виступами за команду клубу «Аль-Васл», кольори якої і захищав протягом усієї своєї кар'єри гравця, що тривала вісімнадцять років. У складі «Аль-Васла» був одним з головних бомбардирів команди, маючи середню результативність на рівні 0,73 голу за гру першості.

## Виступи за збірну
1981 року дебютував в офіційних матчах у складі національної збірної ОАЕ. Протягом кар'єри у національній команді, яка тривала 10 років, провів у формі головної команди країни 82 матчі, забивши 37 голів.
У складі збірної був учасником кубка Азії з футболу 1984 року в Сінгапурі, кубка Азії з футболу 1988 року в Катарі, а також чемпіонату світу 1990 року в Італії. На мундіалі був капітаном національної команди і провів у її складі дві з трьох ігор групового етапу, який еміратці подолати не змогли.